# Elisabeth Kübler-Ross
Elisabeth Kübler-Ross (Zürich, 1926. július 8. – Scottsdale, 2004. augusztus 24.) svájci származású pszichiáter. Ő az On Death and Dying (A halál és a hozzá vezető út) című nagy horderejű könyv szerzője, amelyben ismertette a Kübler-Ross modellként ismert elméletét.

## Gyermekkora és ifjúsága
Elisabeth Kübler-Ross 1926. július 8-án, a svájci Zürichben született hármasikrek egyikeként. Elizabeth 15 perccel korábban jött világra, mint egypetéjű ikertestvére, Erika, majd percekkel később harmadikként megszületett Eva nevű húguk is. Volt egy fivérük is, Ernst.

Már gyermekként az orvosi pálya mellett döntött, s ehhez a későbbiekben is ragaszkodott apja akarata ellenére. Gyermekkoráról így nyilatkozott egy interjúban:
„Svájcban megtanultam az alappremisszákkal együtt: munka, munka, munka. Csak akkor vagy értékes ember, ha dolgozol. Ez abszolút tévedés. Félmunka, féltánc – ez a helyénvaló. Jómagam keveset táncoltam és játszottam.”
A halál és a haldoklás témája 1945-ben került érdeklődése középpontjába. Az International Voluntary Service for Peace (Nemzetközi Önkéntes Szolgálat a Békéért) önkénteseként a második világháború után igyekezett segítséget nyújtani a holokauszt-túlélőknek. Majdanek koncentrációs táborában azokban az épületekben, ahol a rabok az utolsó óráikat töltötték, a falakra vésve szimbolikus pillangókat fedezett fel. Ezek annak a csodálatos átalakulásnak a jelképévé váltak számára, amely hite szerint a halál bekövetkeztekor megtörténik.
A Zürichi Egyetem orvosi karán végzett 1957-ben. Itt ismerkedett meg leendő férjével, Emanuel "Manny" Robert Ross-szal.

## Tudományos pályafutása
1958-ban az Amerikai Egyesült Államokba költözött. 1963-ban pszichiáter diplomát szerzett a Coloradói Egyetemen.
New York, Colorado és Chicago nagy kórházaiban dolgozott. Amikor elkezdett praktizálni, megdöbbentette a haldoklókkal való kórházi bánásmód:
"Elkerülték őket, rosszul bántak velük; senki nem volt őszinte hozzájuk."
Ellentétben a kollégáival, leült a végstádiumban lévő betegekkel, meghallgatta őket, hogy kiöntsék neki a szívüket. Elkezdett előadásokat tartani haldokló betegek közreműködésével, akik a haldoklással kapcsolatos legintimebb tapasztalataikról beszéltek.
"A célom az volt, hogy áttörve a tagadás páncélján, a páciensek legmélyebb aggodalmai felszínre kerüljenek" – írta.
Egy előadássorozatba kezdett a betegek közreműködésével, szembesítve az orvostanhallgatókat a haldokló emberekkel.
Bestsellerré vált első könyve, az On Death and Dying, amely 1969-ben jelent meg, nemzetközileg ismertté tette. Kötelező olvasmány az orvosi, ápoló és pszichológiai képzési programokban. Ebben a még ma is úttörőnek számító könyvében a haldoklás öt pszichológiai fázisát (elutasítás, düh, alku, depresszió, elfogadás) körvonalazta.
A Life egy 1969-es cikkében méltatta a doktornő munkásságát, kihangsúlyozva, hogy a haldokló páciensekkel való bánásmódnak egy új útját nyitotta meg, amelyet a hitelesség és a tudatosság jellemez. Bár következtetései elég forradalmiak voltak abban az időben, de elfogadottá váltak, és neki óriási szerepe volt abban, hogy az Egyesült Államokban a hospice mozgalom kibontakozhatott.
Az 1970-es években Elizabeth Kübler-Ross workshopok százait vezette, amelyek "Life, Death and Transition" ("Élet, halál és átmenet") címen futottak; telt házas előadásokat tartott a haldoklás, a halál témájáról világszerte.
Szintén az 1970-es években került az Elisabeth Kübler-Ross Center és a Shanti Nilaya Growth and Healing Center elnöki posztjára.

Az 1980-as években szerzett egy 300 hektáros farmot a virginiai Head Watersben, amely gyógyító- és oktatóközpontként szolgál, és a neve: Healing Waters.
A legnagyobb vágyai egyike volt, hogy felépít Virginiában egy hospiceházat HIV-fertőzött csecsemők részére, hogy otthont biztosítson számukra halálukig. Az inspirációt egy brit doktornő, Cicely Saunders projektje adta. De a helybelieket megrémítette az az eshetőség, hogy megfertőzik őket az AIDS-es gyerekek. Emiatt támadások érték Kübler-Rosst, amelyek odáig fajultak, hogy 1994-ben elvesztette a házát és minden ingó vagyonát, gyújtogatás következtében.
A Time 1999. március 29-i számában "A század legnagyobb elméi" egyikének nevezte, a század 100 legjelentősebb tudósa és gondolkodója sorában.

2007-ben beválasztották a National Women's Hall of Fame (Női Hírességek Nemzeti Csarnoka) tagjai közé. 20 díszdoktori (többek között: jogi doktor, tudományok doktora, hittudományok doktora, bölcsészdoktor) cím birtokosa, és becslése szerint 1982 júliusára 125 000 hallgatója volt a haldoklásról és a halálról szóló kurzusain, amelyeket főiskolákon, szemináriumokon, orvosi egyetemeken, kórházakban és szociális munka intézetekben tartott. Mintegy 20 könyv szerzője, amelyeket több mint 28 nyelvre fordítottak le.

Számos kuratórium, bizottság és társaság tagja volt, és egyike az American Holistic Medical Association (Amerikai Holisztikus Gyógyászat Egyesülete) alapítóinak.
Munkája óriási változást hozott az orvosi szakmában a haldokló betegekhez való viszonyulás tekintetében. Nagyban hozzájárult ahhoz, hogy teret hódítson az élő végrendeletek, az otthoni egészségügyi ellátás gyakorlata, a betegek segítése abban, hogy méltósággal és tisztelettel halhassanak meg.
"Mindig az volt, és az is marad: szószólója a végstádiumban lévő betegek jogainak"
 - jegyezte meg dr. Gregg Furth, new york-i jungiánus pszichológus, a család közeli barátja.

## Magánélete
1958-ban feleségül ment egy orvostanhallgató társához, az amerikai Emanuel ("Manny") Rosshoz, és az Egyesült Államokba költöztek. Miután állapotos lett, a gyermekgyógyászati gyakorlatról le kellett mondania, így pszichiátriai rezidensként folytatta tanulmányait. Négy vetélése volt; majd az 1960-as években született egy fia, Kenneth, és egy lánya, Barbara. Fia neves fotós, lánya pedig édesanyja nyomdokaiba lépve klinikai pszichológus lett.
A fent említett gyújtogatást követően a doktornőt 1995-ben több szélütés érte, amelyek nyomán részlegesen lebénult a bal oldalára. Ezután visszavonult, Arizonába költözött a fiához.
Visszavonultságában is látogatók százait fogadta a világ minden részéből, köztük olyan hírességeket, mint Muhammad Ali, Susan Sarandon és Lady Sarah Ferguson.

Élete utolsó éveiben nagyon várta már saját gyors "átmenetét". Soha nem félt a haláltól, hitt abban, hogy 
"Az élet nem ér véget, mikor meghalsz. Akkor kezdődik."
Közelgő haláláról egyszer azt mondta:
"Olyan vagyok, mint egy repülőgép, amelyik elhagyja a kaput, és nem száll fel. Én inkább visszamennék a kapuhoz, vagy tovaszállnék."
2004-ben, 78 éves korában hunyt el saját otthonában az arizonai Scottsdale-ben.

## Díszdoktori címei
- Doctor of Science, H.C., Albany Medical College, New York 1974
- Doctor of Laws, University of Notre Dame, IN.,1974
- Doctor of Science, Smith College 1975
- Doctor of Science, Molley College, Rockville Center, NY, 1976
- Doctor of Humanities, St. Mary's College, Notre Dame, IN. 1975
- Doctor of Laws, Hamline University, MN. 1975
- Doctor of Humane Letters, Amherst College, MA. 1975
- Doctor of Humane Letters, Loyola University, IL 1975
- Doctor of Humanities, Hood College, MD 1976
- Doctor of Letters, Rosary College, IL. 1976
- Doctor of Pedagogy, Keuka College, NY 1976
- Doctor of Humane Science, University of Miami, FL 1976
- Doctor of Humane Letters, Bard College, NY 1977
- Doctor of Science, Weston MA., 1977
- Honorary Degree, Anna Maria College, MA., 1978
- Doctor of Humane Letters, Union College, New York 1978
- Doctor of Humane Letters, D'Youville College, New York 1979
- Doctor of Science, Fairleigh Dickinson University, 1979
- Doctor of Divinity, 1996[11]

## Művei

### Válogatott bibliográfia
- On Death & Dying (Simon & Schuster/Touchstone), 1969
- Questions & Answers on Death & Dying (Simon & Schuster/Touchstone), 1972
- Death. The Final Stage of Growth (Simon & Schuster/Touchstone), 1974
- To Live Until We Say Goodbye (Simon & Schuster/Touchstone), 1978
- The Doughy Letter – A Letter to a Dying Child (Celestial Arts/Ten Speed Press), 1979
- Quest, Biography of EKR (Written with Derek Gill), Harper & Row, 1980
- Working It Through (Simon & Schuster/Touchstone), 1981
- Living With Death & Dying (Simon & Schuster/Touchstone), 1981
- Remember The Secret (Celestial Arts/Ten Speed Press), 1981
- On Children & Death (Simon & Schuster), 1985
- AIDS: The Ultimate Challenge (Simon & Schuster), 1988
- On Life After Death (Celestial Arts), 1991
- Death is of Vital Importance (Out of Print – Now The Tunnel and the Light), 1995
- Unfolding the Wings of Love (Germany only – Silberschnur), 1996
- Making the Most of the Inbetween (Various Foreign), 1996
- Aids & Love, The Conference in Barcelona (Spain), 1996
- Longing to Go Back Home (Germany only – Silberschnur), 1997
- Working It Through. An Elisabeth Kübler-Ross Workshop on Life, Death, and Transition, Simon & Schuster, 1997 ISBN 0684839423.
- The Wheel of Life (Simon & Schuster/Scribner), 1997
- Why Are We Here (Germany only – Silberschnur), 1999
- The Tunnel and the Light (Avalon), 1999
- Life Lessons: Two Experts on Death and Dying Teach Us about the Mysteries of Life and Living, with David Kessler, Scribner, 2001 ISBN 0684870746.
- Real Taste of Life: A photographic Journal, 2003
- On Grief and Grieving: Finding the Meaning of Grief Through the Five Stages of Loss, with David Kessler. Scribner, 2005 ISBN 0743266285.[12]

### Magyarul
- A halál és a hozzá vezető út; ford. Blasszauer Béla; Gondolat, Bp., 1988 ISBN 9632820657
- Elizabeth Kübler-Ross–David Kessler: Élet-leckék. Az élet titkaira tanít bennünket a halállal és a haldoklással foglalkozó két szakember; ford. Kató Eszter; Vigilia, Bp., 2002 ISBN 9637964649
- Éretté válni a halálra; többekkel; ford. Pándy Bertalan; Korda, Kecskemét, 2002 (Nemzetközi theologiai könyv) ISBN 9639332542
- A halál mint ragyogó kezdet; ford. Makra Júlia; Bioenergetic, Bp., 2006 ISBN 9639569925
- A halál mint ragyogó kezdet; ford. Makra Júlia; 2. jav. kiad.; Bioenergetic, Bp., 2009

## Válogatott idézetek
- "A leggyönyörűbb emberek azok, akik ismerik a kudarcot, a szenvedést, a harcot, a veszteséget, és megtalálják a kivezető utat a mélységből. Ezekben az emberekben megvan a kellő megbecsülés, érzékenység és megértés az élet iránt, amely eltölti őket részvéttel, kedvességgel és szeretetteljes törődéssel."
- "A gondolataid, amelyekért felelős vagy, éppen olyan igaziak, mint a tetteid. Elkezded felismerni, hogy minden szó és minden tett hatással van az életedre, és életek ezreit is megérinti."
- "Olyan értékek után futunk, amelyek semmivé válnak a halállal. Az életed végén senki nem kérdezi meg, hány diplomád van, mennyi házat építettél, vagy hány Rolls Royce-ot engedhettél meg magadnak. Ez az, amit a haldoklók megtanítanak neked."
- "A haldoklásban nincs semmi, amitől félned kellene. Ez lehet életed legcsodálatosabb tapasztalata. Az egész attól függ, hogyan éltél."
- "Ha minden napodat jól éled meg, akkor semmitől nem kell félned."
- "Nincs öröm nehézségek nélkül. Ha nem lenne halál, hogyan tudnánk értékelni az életet? Ha nincs gyűlölet, tudnánk, hogy a végső cél a szeretet? … Ezekben a percekben vagy kitartasz a negativitás mellett és vádaskodsz, vagy a gyógyulást választod, és megmaradsz a szeretetben."
- "Amikor megtanulod a leckéidet, a fájdalom eltűnik."
- "Amikor letetted azokat a vizsgákat, amelyekért a földre küldtek, akkor megengedik neked, hogy lediplomázz. Megengedik, hogy levesd a tested, amely bebörtönzi a lelked."
- "Tanulj meg kapcsolatba kerülni a benned lévő csenddel, és akkor megtudod, hogy mindennek célja van az életben."
- "Nem fogsz növekedni, ha egy gyönyörű virágoskertben üldögélsz, de nőni fogsz, ha beteg vagy, ha fájdalmak közepette élsz, ha megtapasztalod a veszteséget, ha nem dugod homokba a fejed, hanem helyette olyan ajándékként fogadod a szenvedést, amelynek nagyon-nagyon különleges célja van."
- "Amikor megértjük, hogy korlátozott időt tölthetünk a földön, ... elkezdjük élni a mindennapjainkat a legteljesebben, mivel csak ez az egy életünk van."
- "A halál egyszerűen a fizikai test levedlése, mint amikor a pillangó kibújik a bábból. Ez egy átmenet a tudatosság magasabb szintjére, ahol folytatod a tapasztalást, a megértést, a nevetést, és képes leszel növekedni."
- "Hiszem, hogy kizárólag mi vagyunk felelősek a választásainkért, és vállalnunk kell a tetteink, szavaink és gondolataink következményeit egész életünkön át."
- "Az emberek olyanok, mint az ólomüveg ablakok. Csillognak és ragyognak, amikor a nap kisüt, de amint beáll a sötétség, igazi szépségük csak akkor mutatkozik meg, ha a fény belülről fakad."
- "A bűntudat talán a legfájdalmasabb kísérője a halálnak."
- "Nincsenek tévedések, nincsenek véletlen egybeesések, minden esemény áldás, amelyekből tanulunk."
- "Nincs szükség arra, hogy Indiába menjünk vagy bárhová a békénket keresni. Meg fogod találni a szobádban, a kertedben, vagy akár a fürdőkádadban."[13]

## Ajánlott olvasmányok
- Lukács László: A halál csak átmenet. In: Vigilia 2004/10, p. 721.

## Külső hivatkozások
- Elisabeth Kübler-Ross: Kübler-Ross's home page.
- Women's International Center biography
- Elisabeth Kübler-Ross Foundation
- Obituary in The Guardian
- Obituary in The Economist
- "Dead Like Her: How Elisabeth Kübler-Ross Went Around the Bend" by Ron Rosenbaum in Slate
- A haldoklás fázisai